# Софроний Сотиракис
Софроний (на гръцки: Σωφρόνιος, Софрониос) е гръцки духовник, митрополит на Вселенската патриаршия.

## Биография
Роден е със светското име Сотиракис (на гръцки: Σωτηράκης) около 1800 година в цариградския квартал Едирнекапъ, тогава в Османската империя. В 1836 година Григорий VI Константинополски го изпраща като дякон в Сярската митрополия. В 1839 година митрополит Герман Деркоски го взима за протосингел на Деркоската епархия.
След като Герман Деркоски е избран за вселенски патриарх, през март 1845 година Софроний е избран и по-късно ръкоположен за филаделфийски митрополит. През януари 1849 година става артенски митрополит.
Софроний е пръв председател на Националния смесен съвет (1862 - 1863).
На 17 януари 1864 година е преместен като амасийски митрополит. В последните години от живота си живее в османската столица Цариград.
Умира в квартала Бакъркьой (Макрохори) на 28 юни 1887 година.